# Emimegaloencefalia
L'emimegaloencefalia o emimegalencefalia, detta anche megaloencefalia unilaterale, è una condizione congenita rara che consiste in una crescita eccessiva di uno dei due emisferi cerebrali o di una parte di esso, mentre le dimensioni dell'altro emisfero rimangono nei limiti della norma. Nella megaloencefalia, invece, entrambi gli emisferi cerebrali risentono di una crescita abnorme e tendono ad avere dimensioni simili l'uno rispetto all'altro.
L'emimegaloencefalia causa spesso epilessia con attacchi frequenti e resistenti al trattamento farmacologico con anticonvulsivanti. In alcuni casi le crisi epilettiche sono controllabili mediante i farmaci antiepilettici, ma nella maggioranza dei casi tendono a peggiorare con lo sviluppo e possono portare ad un grave ritardo psicomotorio. Spesso per i soggetti affetti da emimegaloencefalia si rende necessario un intervento di emisferectomia per evitare l'ulteriore aggravamento del quadro clinico.

## Eziologia
Alcune mutazioni genetiche a carico del gene AKT3 (rac-gamma serina/treonina proteinchinasi) sembrano essere responsabili di buona parte dei casi di emimegaloencefalia.

## Patogenesi
La condizione deriva da una proliferazione neuronale eccessiva e dalla crescita di amartomi a livello della corteccia cerebrale nel corso della sua formazione. Probabilmente l'eccessiva proliferazione inizia in una fase molto precoce dello sviluppo embrionario e prosegue ampiamente oltre questa fase. Il fattore di crescita dell'epidermide sembra avere un ruolo importante nell'eccessiva proliferazione neuronale e nella patogenesi dell'emimegaloencefalia.

## Clinica

### Segni e sintomi
Le crisi epilettiche di tipo convulsivo sono la manifestazione principale dell'emimegaloencefalia; tendono ad essere molto frequenti (anche centinaia al giorno) e il loro esordio avviene in genere nei primi giorni di vita, ma talvolta risulta più tardivo (alcuni mesi dopo la nascita o, molto di rado, durante la prima infanzia). Altri segni clinici della condizione sono: ritardo globale dello sviluppo, testa ingrossata in modo asimmetrico, progressiva ipotonia di un emilato del corpo e progressiva cecità da un occhio.

### Esami strumentali e di laboratorio
Con la tomografia computerizzata è possibile vedere alterazioni macroscopiche nella forma e nelle dimensioni dell'emisfero cerebrale colpito. L'emimegaloencefalia dovrebbe essere sospettata nei bambini con convulsioni frequenti, farmacoresistenti e senza altra causa nota.

### Diagnosi precoce
Nonostante la maggior parte delle volte la malformazione venga diagnosticata dopo la nascita, è possibile una sua diagnosi prenatale tramite un'ecografia che mostri l'asimmetria degli emisferi cerebrali del feto.

## Trattamento

### Trattamento chirurgico
Il trattamento di elezione è rappresentato dall'emisferectomia, che dovrebbe essere effettuato il prima possibile in modo da limitare il ritardo mentale altrimenti progressivo; trattandosi però di un intervento ad alto rischio di morte o di stato vegetativo permanente, in genere viene effettuato per alcuni mesi, prima dell'operazione, un tentativo farmacologico di controllo degli eventi epilettici, tentativo comunque infruttuoso nella maggioranza dei casi.
A seguito dell'emisferectomia si sono inoltre registrati casi di recidive delle crisi epilettiche (a carico dell'emisfero non rimosso e fino a quel momento sano).

### Trattamento farmacologico
In genere i farmaci non eliminano né riducono di frequenza o di intensità le crisi epilettiche dovute all'emimegaloencefalia; le benzodiazepine tuttavia, in rari casi, riducono significativamente la sintomatologia.